# Andrzej Wachowicz (architekt)
Andrzej Paweł Wachowicz (ur. 2 marca 1956 w Łodzi) – polski architekt wnętrz, doktor habilitowany, profesor Akademii Sztuk Pięknych w Łodzi, dziekan Wydziału Wzornictwa i Architektury Wnętrz ASP w Łodzi (2012–2019).

## Życiorys
Ukończył studia architektoniczne na Wydziale Budownictwa i Architektury Politechniki Łódzkiej na kierunku architektura, uzyskując w 1980 dyplom magistra inżyniera architekta. W latach 1980–1982 był asystentem asystenta projektanta w Biurze Projektowo-Badawczym „Miastoprojekt Łódź”. Następnie ukończył studia w Instytucie Form Przemysłowych PWSSP w Łodzi (1982–1986). W latach 1986–1992 prowadził własną pracownię biżuterii jednocześnie pozostając czynnym zawodowo architektem. Od 1992 zajmował się projektowaniem wnętrz użyteczności publicznej. W latach 1992–2010 był wykładowcą w Szkole Projektowania i Reklamy w Łodzi (późn. Wyższa Szkoła Sztuki i Projektowania w Łodzi). W 2009 obronił pracę doktorską pt. „Projekt aranżacji wnętrz – funkcja bankowa”, w zakresie sztuk projektowych na Wydziale Architektury Wnętrz Akademii Sztuk Pięknych w Krakowie, napisaną pod kierunkiem Macieja Radnickiego. W 2014 uzyskał stopień doktora habilitowanego w zakresie sztuk projektowych na Wydziale Architektury Wnętrz i Wzornictwa Akademii Sztuk Pięknych we Wrocławiu, za pracę pt. „Personalizacja miejsca pracy – zindywidualizowany charakter wnętrz w strukturach zastanych. W oparciu o projekt adaptacji budynku mieszkalnego na potrzeby przedstawicielstwa firmy Canberra Packard w Polsce”.
W latach 2012–2019 był dziekanem Wydziału Wzornictwa i Architektury Wnętrz na Akademii Sztuk Pięknych w Łodzi. Od 1 kwietnia 2019 do 31 grudnia 2019 był pierwszym dyrektorem „InLodz21” – instytucji kulturalnej prowadzonej przez miasto Łódź oraz Fundację Atlas Sztuki. Był współautorem koncepcji rewitalizacji ulicy Włókienniczej w Łodzi.